# 日本特殊光学の望遠鏡製品一覧
日本特殊光学の望遠鏡製品一覧は愛知県にかつてあった望遠鏡メーカー、日本特殊光学が製造した望遠鏡製品の一覧。

## 鏡筒

### LSシリーズ
ライトシュミット式望遠鏡。
- LS-25タイプ1 - 有効径250mm、焦点距離1,000mm。主鏡材質はショット製のデュランとゼロデュアから選択できた。ファインダーは7×50、実視野6度。鏡筒径φ340mm。
- LS-25タイプ2 - 有効径250mm、焦点距離850mm。主鏡材質はデュランとゼロデュアから選択できた。ファインダーは7×50、実視野6度。鏡筒径φ340mm。
- LS-16 - 有効径160mm、焦点距離600mm。
- LS-12C - NCT-12にライトシュミット光学系を装備した状態をこう呼ぶ。有効径125mm、焦点距離475mm。鏡筒径φ140mm。
- LS-12D - 有効径125mm、焦点距離475mm。ファインダーは6×30、実視野7度。ピント合わせはヘリコイド式、眼視用接眼部はラック・アンド・ピニオン式。φ55mmねじ込みフィルター使用可。鏡筒径φ140mm。

### NCTシリーズ
ライトシュミット式望遠鏡とニュートン式望遠鏡の兼用鏡筒。
- NCT-12 - 光学系を組み替えることでライトシュミット式望遠鏡LS-12Cとニュートン式望遠鏡PN-12Cになる。鏡筒径φ140mm。主鏡材質はパイレックス。

### NTPシリーズ
国産初の小型シュミット式望遠鏡鏡筒。
- NTP-16B - 有効径160mm、焦点距離400mm。ファインダーは前期型が7×32、後期型が6×30、実視野7度。専用フィルムカッターによりシートフィルムからφ52mm円形フィルムを切り出し専用枠に入れて撮影する。専用枠にφ58mmねじ込みフィルター使用可。写野7.4度。鏡筒径φ200mm。
- NTP-16BII - 有効径160mm、焦点距離400mm。ファインダーは7×50、実視野6度。

### NSC/スペースシリーズ
シュミットカセグレン式望遠鏡鏡筒。
- NSC-22 - スペース22の量産型[1]。有効径220mm、焦点距離1,880mm。ファインダーは7×50、実視野6度。ピント合わせはヘリコイド式。6×4.5cm判をカバーする。
- スペース22（1985年秋発表、試作のみ） - 有効径220mm、焦点距離1,760mm[2]。
- NSC-12B - 有効径125mm、焦点距離1,200mm。ファインダーは6×30、実視野7度。鏡筒径φ140mm。一般写真用三脚に固定できる。
- スペース10 - NSC-12Bの縮小版[3]。有効径100mm、焦点距離1,000mm。ピント合わせは前期型がミラー移動式、後期型はヘリコイド式。ファインダーは5×24。一般写真用三脚に固定できる。

### PNシリーズ
ニュートン式望遠鏡鏡筒。
- PN-12C - NCT-12にニュートン式反射光学系を装備した状態をこう呼ぶ。有効径125mm。焦点距離475mm、専用バローレンズ併用時940mm。鏡筒径φ140mm。
- PN-18 - 有効径180mm、焦点距離990mm。
- PN-185 - PN-18のファインダーを7×50、実視野6度に換装したもの。

## 架台
- α赤道儀 - ケンコー（現ケンコー・トキナー）からOEM供給を受けたシステム望遠鏡でNESシリーズそのもの。スペース10、NSC-12Bなどとセット販売された。